# キャンディス・ブシュネル
キャンディス・ブシュネル（Candace Bushnell、1958年12月1日 - ）は、アメリカ合衆国の作家、ジャーナリスト、テレビプロデューサーである。
『ニューヨーク・オブザーバー』紙に寄稿したコラムを元に脚色した『セックスとニューヨーク』はベストセラーとなった。この本は、HBOのヒットシリーズドラマ『セックス・アンド・ザ・シティ』や、その後2本の映画の原作となった。ブシュネルはこれに続いて数々の小説を発表し、国際的にベストセラーとなった。そのうち2作品はテレビドラマ化されている。

## キャリア
19歳の時、ブシュネルはニューヨーク市に移り、サイモン&シュスターに子供向けの物語を執筆したが、これは出版されなかった。ブシュネルは、フリーランスのジャーナリストとして様々な出版物に対して執筆し、何年にもわたって生活費を稼ぐのに苦労した。1993年より『ニューヨーク・オブザーバー』紙への寄稿を始めた。1994年から1996年まで、Sex and the Cityというタイトルのコラムを執筆した。このコラムは、彼女や友人のデートの経験を書いたものだった。1997年にこのコラムはSex and the City（邦訳題『セックスとニューヨーク』）として出版され、1998年から、この本を原作としたHBOのドラマシリーズ『セックス・アンド・ザ・シティ』がスタートした。このシリーズは2004年まで放送され、サラ・ジェシカ・パーカーが主人公のキャリー・ブラッドショーを演じた。ブシュネルは、キャリーは自分の分身と語っている。ドラマの続編として、2008年と2010年に映画が制作された。
2005年、CBSのリアリティ番組Wickedly Perfectの3人の審査員の1人を務めた。2007年にシリウス衛星ラジオで週1回のライブトークショーSex, Success and Sensibilityの司会を務めた。この番組は、シリウスとXM衛星ラジオの合併後の2008年後半に打ち切られた。ギャラの50%減額で番組の継続が提示されたが、ブシュネルはこれを拒否した。
2006年にマトリックス賞書籍部門を受賞した。2009年には、雑誌出版社メレディス・コーポレーションのインタラクティブマーケティング部門であるメレディス360と提携して、40歳以上の女性が職場の問題に取り組む様子を描いたウェブ動画シリーズThe Broadroomを執筆し、 ジェニー・ガースの主演で制作された。
ブシュネルの2005年の小説『リップスティック・ジャングル』を原作として、2008年にNBCでドラマが放映された。ドラマシリーズ『リップスティック・ジャングル』は、ブルック・シールズを主演として、全20話で制作された。
ブッシュネルは2008年にハーパーコリンズと契約し、『セックス・アンド・ザ・シティ』の主人公キャリー・ブラッドショーの高校時代を描いたヤングアダルト向けの2冊のシリーズを執筆した。1冊目のThe Carrie Diariesは2010年4月に出版された。2冊目のSummer and the City (Carrie Diaries Series #2)は2011年4月に出版された。このシリーズは、The CWが『マンハッタンに恋をして 〜キャリーの日記〜』としてテレビドラマ化した。

## 私生活
ブシュネルはコネチカット州グラストンベリーで、カルヴィン・L・ブッシュネル(Calvin L. Bushnell)とカミーユ・サロニア(Camille Salonia)の娘として生まれた。父のカルヴィンは、1960年代にNASAのアポロ計画で使用された空冷式水素燃料電池を開発したうちの一人である。ブシュネルの先祖は、1639年にイングランドのバークシャー州サッチャムから移住した、プランテーション契約の署名者の一人であるフランシス・ブシュネルにまで遡ることができる。母はイタリア系である。
グラストンベリーの高校に通っていた時、シニアプロムにおいて、妹のロリーと付き合っていたマイク・オメア（後のラジオ司会者）と同伴した。その後ライス大学とニューヨーク大学に通った。1970年代後半にニューヨークに移り住み、スタジオ54に頻繁に通っていた。1995年、出版界の重鎮ロン・ガロッティと出会った。ガロッティは、『セックス・アンド・ザ・シティ』に登場するミスター・ビッグのモデルである。
2002年、その8週間前に知り合ったばかりの10歳年下のニューヨーク・シティ・バレエ団のプリンシパルダンサー、チャールズ・アスケガードと結婚した。しかし、2011年には離婚を決意し、2012年に離婚した。ブシュネルは、離婚時の体験に戸惑いを感じた。『ガーディアン』紙に対して、「離婚したら、住宅ローンを組めなくなりました。コンピュータのモデルに私は合いませんでした。突然私は、2人でいたときにはなかったようなことに出会いました。独身でいることは大変なことだし、ちょっとした英雄的な何かがあるのです」と語っている。
ブシュネルはチャイルド・フリーの考えを通してきたが、その決断を後悔していると『サンデー・タイムズ・マガジン』の2019年のインタビューで述べている。ブシュネルは、「離婚して50代になってから、子供がいないことの影響と、本当に一人でいることの影響が見えてきました。子供がいる人は、子供がいない人にはないアンカーを持っていると思います。」と語った。

## 書籍
- 1996年 - Sex and the City, ISBN 9053339876
  - 日本語訳: セックスとニューヨーク、古屋美登里訳、ハヤカワ文庫
- 2000年 - 4 Blondes, ISBN 9041760261 nur 302
  - 日本語訳: ブロンドinラブ、古屋美登里訳、早川書房（後に「彼女たちがほしいもの」に改題）
- 2003年 - Trading Up
  - 日本語訳: トレーディング・アップ（英語版）、鈴木淑美訳、早川書房
- 2005年 - Lipstick Jungle, ISBN 9789044610482
  - 日本語訳: リップスティック・ジャングル（英語版）、亀井よし子訳、ハヤカワ文庫
- 2008年 - One Fifth Avenue
- 2010年 - The Carrie Diaries
  - 日本語訳: キャリーの日記（英語版）、佐竹史子訳、イソラ文庫
- 2011年 - Summer and the City
- 2015年 - Killing Monica
- 2019年 - Is There Still Sex in the City?,  ISBN 9780802147264
  - 日本語訳: 25年後のセックス・アンド・ザ・シティ（英語版）、長澤あかね訳、大和書房